# Dorothea Ruggles-Brise
Lady Dorothea Louisa Ruggles-Brise (née Stewart-Murray ; 25 mars 1866 - 28 décembre 1937), est la fille du 7e duc d'Atholl. Elle est une experte et une collectrice de musique traditionnelle écossaise.

## Biographie
Lady Dorothea Louisa Stewart-Murray est née en 1866 de John Murray (7e duc d'Atholl), et de son épouse, Louisa Moncrieff (fille de Sir Thomas Moncreiffe, 7e baronnet). Sa famille est mécène de Niel Gow, le grand violoniste, compositeur et éditeur de musique écossais, et elle grandit avec un intérêt de longue date pour la musique traditionnelle écossaise et devient plus tard une grande autorité et collectionneuse de musique traditionnelle écossaise. Même dans sa jeunesse, elle commence à compiler une collection de mélodies écossaises peu connues et les interprète elle-même .
En 1895, elle épouse Harold Goodeve Ruggles-Brise, officier des Grenadier Guards, et vit avec lui à Londres. Une photographie d'elle, datée de l'année précédente, se trouve dans la National Trust Collection à Polesden Lacey . Une marche de cornemuse 6/8 commémorant son mariage est composée par Aeneas Rose, cornemuseur-major des Atholl Highlanders . Elle poursuit son intérêt pour la musique écossaise, avec un intérêt particulier pour son histoire. En 1904, après la mort de John Glen, un éditeur de musique d'Édimbourg, elle acquiert sa vaste collection de musique et la prête au British Museum . Cette collection est aujourd'hui conservée en permanence à la Bibliothèque nationale d'Écosse, à qui elle l'a donnée en mémoire de son jeune frère, Lord George Stewart-Murray, qui est tué au combat avec le Black Watch en France en 1914. Il contient quelque 900 pièces, reliées en 412 volumes, dont 6 manuscrits. De nombreux éléments de cette collection sont numérisés .

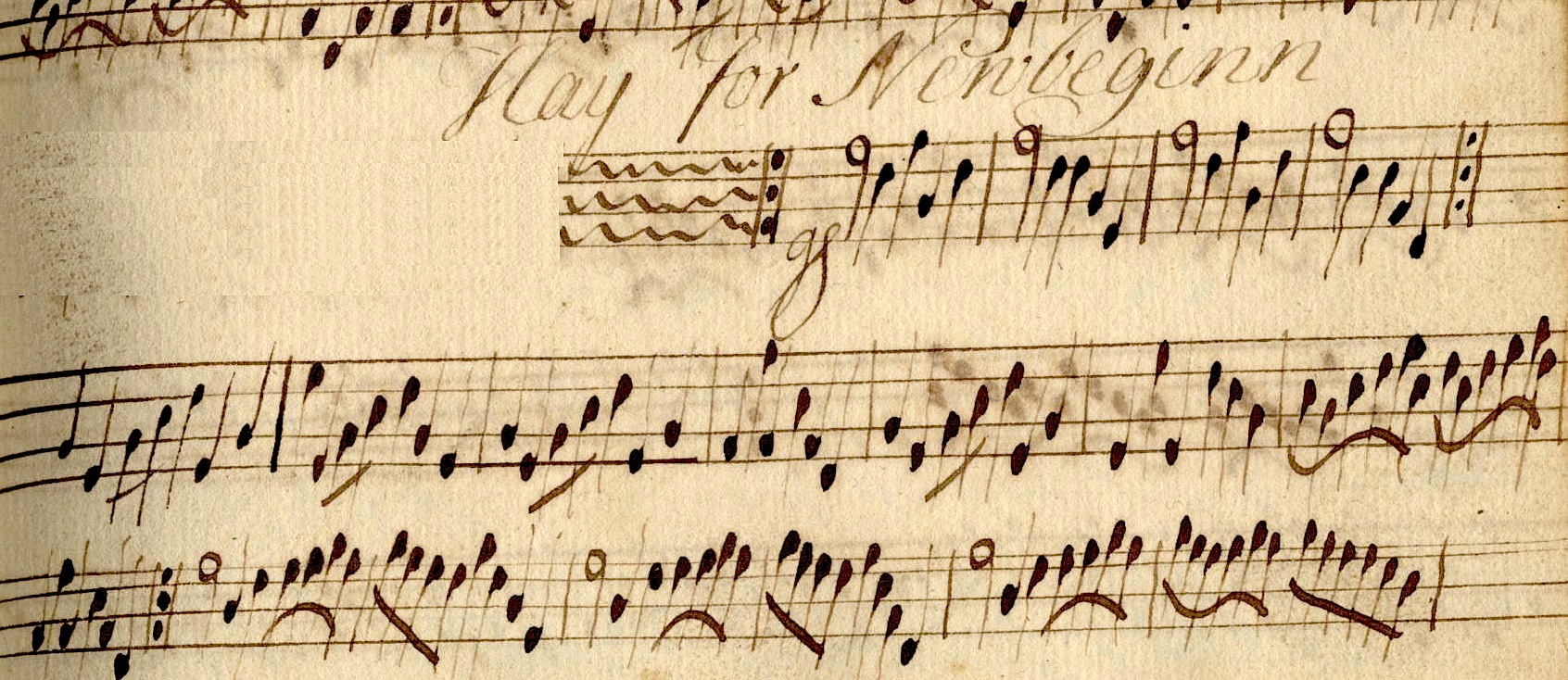
Exemple de la musique de William Dixon qu'elle a sauvée - fac-similé moderne

Elle construit une vaste collection de musique, qui comprend l'important manuscrit de William Dixon, la première source de musique de cornemuse des îles britanniques et la plus vaste source de musique de cornemuse Border du XVIIIe siècle. Ce manuscrit est légèrement roussi ; lorsqu'elle propose de l'acheter à son ancien propriétaire, Charles Macintosh d'Inver, il refuse de le lui vendre, insistant pour qu'elle le prenne à la place comme un cadeau. Quand elle s'y est opposée, il l'a mis sur le feu pour la forcer à l'accepter . Ceci, avec le reste de sa collection personnelle, quelque 600 volumes, est maintenant connu sous le nom de Collection Atholl, et logé dans la bibliothèque AK Bell à Perth . Un catalogue de toutes les musiques de la collection est disponible .